# يان برايس
يان برايس (بالإنجليزية: Ian Bryce)‏ هو منتج أفلام بريطاني، ولد في 1956 في ديفون في المملكة المتحدة.

## وصلات خارجية
- يان برايس على موقع IMDb (الإنجليزية)
- يان برايس على موقع ميتاكريتيك (الإنجليزية)
- يان برايس على موقع بوكس أوفيس موجو (الإنجليزية)
- يان برايس على موقع قاعدة بيانات الفيلم (الإنجليزية)